# Jim McNab
James McNab, più conosciuto con il diminutivo Jim McNab (Denny, 13 aprile 1940 – 29 giugno 2006) è stato un calciatore scozzese, di ruolo centrocampista.

## Carriera
Esordisce tra i professionisti all'età di 18 anni con il Sunderland, club della seconda divisione inglese. Nel corso della parte finale degli anni '50 e della prima metà degli anni '60 è una presenza fissa nella formazione titolare dei Black Cats, con cui nella stagione 1963-1964 vince anche il campionato di seconda divisione, trascorrendo così il triennio seguente, dal 1964 al 1967, in prima divisione. Lascia il club nella parte finale della stagione 1966-1967 dopo complessive 323 presenze e 18 reti fra tutte le competizioni ufficiali (81 presenze e 4 reti in prima divisione, 204 presenze e 9 reti in seconda divisione, 20 presenze e una rete in FA Cup e 18 presenze e 4 reti in Coppa di Lega), per trasferirsi al Preston N.E.. Con i Lilywhites gioca in seconda divisione fino al termine della stagione 1969-1970, terminata con una retrocessione; vince poi la Third Division 1970-1971 e gioca per ulteriori tre stagioni in seconda divisione, per un totale di 224 presenze e 6 reti in partite di campionato con il club. Si ritira infine nel 1976, all'età di 36 anni, dopo un biennio trascorso giocando in quarta divisione (30 presenze ed una rete in totale) con lo Stockport County.
In carriera ha totalizzato complessivamente 539 presenze e 20 reti nei campionati della Football League.

## Palmarès

### Club

#### Competizioni nazionali
- Campionato inglese di seconda divisione: 1

Sunderland: 1963-1964
- Third Division: 1

Preston: 1970-1971